# Черненко Євген Васильович
Черненко Євген Васильович (5 жовтня 1934, с. Буда — 3 січня 2007 року, м. Київ) — радянський і український археолог, професор (1992), доктор історичних наук (1989), член-кореспондент Німецького Археологічного інституту (1988). Скіфолог, один з першовідкривачів золотої скіфської пекторалі з кургану Товста Могила.

## Життєпис
Народився 5 жовтня 1934 у с. Буда Малинського району Житомирської області.
Перше знайомство Черненка з археологією відбулося за часів Другої світової війни. Скорботні шляхи евакуації привели майбутнього вченого та його матір Клавдію Павлівну у Оренбурзьку область. Там він читав книжки, а саме — оповідь про Генріха Шлімана. Книга справило велике враження щодо вибору майбутнього фаху археолога.
Закінчивши у 1958 році на відмінно історичний факультет Київського Державного університету, він отримав направлення в Інститут археології АН УРСР, у відділ скіфо-античної археології, що очолював тоді радянський скіфолог Олексій Іванович Тереножкін. У цьому Інституті Археології Євген Васильович працював до останнього дня життя.
У 1961 р. у процесі розкопок одного з скіфських курганів поблизу селища Кірово Дніпропетровської області Черненко знайшов фрагменти скіфського набірного панцира. Ця знахідка вплинула на всю його подальшу наукову працю.
У 1960 р. він вступає до аспірантури. Тема його дисертації: «Історія скіфського військового обладунку». Кандидатську дисертацію захищає у 1966 році.
З 1970 р. — старший науковий співробітник Інституту Археології. А з травня 1981 р. до грудень 1986 р. очолював Відділ археології ранньої залізної доби. Багато років був активним польовим дослідником. За його плечима — більше десяти новобудовних експедицій, якими він керував, чи був замісником керівника.
Досліджував ранню залізну добу в Україні. Брав участь в археологічних експедиціях: Нікопольській (1961, 1964, 1965), Орджонікідзевській (1971), Керченській (1961, 1964, 1971), Краснознам'янській (1968—1975), Скіфській (1986, 1987).
Жодна серйозна робота про військову справу скіфів, що виходила у Росії та за її межами не обходилась без звернення до таких фундаментальних праць, як «Скіфський обладунок», «Скіфські лучники» і «Скіфо-перська війна». Він розділив з Б. Н. Мозолевським щастя дослідництва видатного погребального пам'ятника скіфської доби — кургану Товста Могила (1971 г.) і, побачивши дивовижну золоту нагрудну прикрасу скіфського вождя, першим вимовив слово «Пектораль».
Ім'я Є. В. Черненка та його наукові праці широко відомі не тільки в Україні, а й за її межами. Свідоцтвом цього є обрання його у 1988 році членом-кореспондентом Німецького Археологічного інституту. У 1992 р. йому було надано звання професора.
Євген Васильович був членом Спеціалізованих вчених рад з присудження ступеня «доктора історичних наук» двох академічних інститутів:
- Інституту археології НАН України та
- Інституту сходознавства ім. А. Кримського НАН України.

Він виконував велику видавницьку и редакційну роботу: був відповідальнім редактором 10 монографій та збірок наукових статей, входив до складу редколегії часопису «Археологія» та редакційно–видавничої ради інституту.
Помер 3 січня 2007 року. Згідно з заповітом Евгена Васильовича урну з його прахом було опущено у воду великої скіфської ріки Борисфену.

## Праці
Черненко є автором понад 180 наукових публікацій та 8 монографій, у тому числі російською, англійською та німецькою мовами.
- (рос.)Таврские и сарматские элементы в погребениях некрополя (восточного его участка) Неаполя Скифского // Тез. докл. IV Всесоюз. археол. студ. конф. М., 1958.
- Скіфські бойові пояси // Археологія. 1964. Т. XVI.
- Шкіряні панцири скіфського часу // Археологія. 1964. Т. XVII.
- Панцири скіфського часу // Археологія. 1965. Т. XVIII.
- Античний шолом з Посулля // Археологія. 1965. Т. XIX.
- (рос.)Происхождение пластинчатого панцирного доспеха // Краткие сообщения ОГАМ — 1963. Одесса, 1965.
- Дослідження Південноукраïнськоï археологічноï експедиціï // Український історичний журнал. 1966. № 7 (в соавт. с А. М. Лесковым).
- (рос.)О шлеме из Нимфея // СА. 1966. № 4.
- (рос.)Рец.: Пятышева Н. В. Железная маска из Херсонеса. М., 1964 // СА. 1966. № 4.
- (рос.)История скифского оборонительного доспеха. Автореф. дис. … канд. ист. наук. Киев, 1966.
- (рос.)Появление тяжелой конницы в степях Евразии // Тез. докл. конф. по вопросам скифо-сарматской археологии. М., 1967.
- До історіï військовоï справи в Північному Причорномор'ï // Український історичний журнал. 1967. № 1.
- (рос.)Скифские курганы на Никопольщине (раскопки 1961 г.) // Записки Одесского археологического общества. Т. II (35). Одесса, 1967.
- (рос.)Раскопки в окрестностях Скадовска // Памятники эпохи бронзы Юга Европейской части СССР. Киев, 1967 (в соавт. с В. Н. Корпусовой, Э. В. Яковенко).
- (рос.)Скифский курган в Николаеве // Археологические открытия на Украине в 1965—1966 гг. Киев, 1967 (в соавт. с В. И. Никитиным).
- (рос.)Скифский доспех. Киев, 1968.
- (рос.)Конское боевое наголовье первой половины XIII в. из Южной Киевщины // Славяне и Русь. М., 1968 (в соавт. с А. Н. Кирпичниковым).
- (рос.)Исследование скифских погребений на Керченском полуострове // Археологические открытия на Украине в 1967 г. Киев, 1968 (в соавт. с Э. В. Яковенко).
- (рос.)Работы Краснознаменской экспедиции // АО-1968. 1969.
- Коли з'явилась кольчуга у Східній Європі? // Украïнський історичний журнал. 1969. № 9.
- (рос.)Важная работа по истории военного дела Закавказья // Вест. общественных наук АН Армении. 1969. № 4.
- (рос.)Основные итоги и задачи изучения скифского оружия // Тез. докл. II Всесоюз. конф. историков оружия. Тбилиси, 1969.
- (англ.)Рец.: Snodgrass A. Early Greek Armour and Weapons. Edinburg, 1964 // СА. 1970. № 2.
- Скіфські кургани V ст. до н. е. поблизу м. Жданова // Археологія. 1970. Т. XXIII.
- (рос.)Погребения с оружием из некрополя Нимфея // Древности Восточного Крыма. Киев, 1970.
- (рос.)Описание скифских погребений в курганах Восточного Крыма // Древности Восточного Крыма. Киев, 1970 (в соавт. с В. Н. Корпусовой, Э. В. Яковенко).
- (рос.)О времени и месте появления тяжелой конницы в степях Евразии // Проблемы скифской археологии. МИА. 1970. № 177.
- (англ.)A Scythian helmet in Glasgow Art Gallery and Museum // The Antiquaries J. V. 50. P. 1. L., 1970 (with J.G. Scott).
- (рос.)Раскопки скифского могильника у с. Широкое // АО-1969. 1970 (в соавт. с Э. В. Яковенко).
- (рос.)Курганы у с. Широкое // Археологические исследования на Украине в 1968 г. Киев, 1971 (в соавт. с В. Н. Корпусовой, С. И. Круц).
- (рос.)Скифский кинжал из Одесского музея // Археологические исследования на Украине в 1968 г. Киев, 1971 (в соавт. с Э. И. Диамант).
- (рос.)Античный шлем с Нижнего Поднепровья // СА. 1971. № 1.
- (рос.)Новые находки скифского оружия в курганах Украины // Тез. докл. III Всесоюз. конф. историков оружия. Ленинград, 1971.
- (рос.)Скифские курганы под Скадовском // АО-1970. 1971.
- Скарби Товстоï Могили // Народна творчість та етнографія. 1971. № 6 (в соавт. с Б. Н. Мозолевским).
- (рос.)Кто вы, скифы? // Вокруг света. 1971. № 12 (в соавт. с А. М. Лесковым и В. И. Левиным).
- Шолом із збірки Херсонського музею // Матер. XIII конф. Інституту археологіï АН УРСР. Киïв, 1972.
- (рос.)Скифский царский курган Толстая Могила // АО-1971. 1972 (в соавт. с Б. Н. Мозолевским, Н. П. Зарайской).
- (рос.)Работы Керченской экспедиции // АО-1971. 1972 (в соавт. с В. Г. Збенович).
- Зброя із скіфського кургану Товста Могила // Результати польових археологічних досліджень 1970—1971 рр. на територіï Украïни. Тез. доп. Одеса, 1972.
- Другий рік робіт Краснознаменськоï експедиціï // Археологічні дослідження на Украïні в 1968 р. Киïв, 1972 (в соавт. с Э. В. Яковенко, Е. П. Бунятян).
- Скіфський курган на Ворошиловградщині // Археологічні дослідження на Украïні в 1969 р. Киïв, 1972 (в соавт. с О. П. Филатовым).
- (рос.)Очерки военного дела сарматов. Ред.: Хазанов А. М. Москва, 1971 // СА. 1973. № 2.
- (рос.)Скифские курганы Никопольщины // Скифские древности. Киев, 1973 (в соавт. с А. И. Тереножкиным, Б. Н. Мозолевским, В. А. Ильинской).
- (рос.)Раскопки на юге Херсонщины // АО-1972. 1973 (в соавт. с В. Г. Збенович, Э. И. Рыбиной).
- (рос.)Оружие из Семибратних курганов // Скифские древности. Киев, 1973.
- (рос.)Рец.: Лордкипанидзе Г. А. К истории древней Колхиды. Тбилиси, 1970 // Археологія. 1973. № 10 (в соавт. с В. А. Анохиным).
- (рос.)Раскопки в Токмаковском районе Днепропетровской обл. // АО-1973. 1974 (в соавт. с Г. Л. Евдокимовым, А. И. Загребельным).
- (рос.)Центральный и Северо-Восточный Кавказ в скифское время. Грозный, 1972 // Археологія. Ред.: Виноградов В. Б. 1974. № 13.
- (рос.)Рец.: Кирпичников А. Н. Древнерусское оружие. М., 1971 // Украïнський історичний журнал. 1974. № 4.
- (рос.)Работы Краснознаменской экспедиции // АО-1974. 1975 (в соавт. с Э. И. Бреловской, С. Я. Ольговским, С. В. Полиным).
- (рос.)Древнейшие скифские парадные мечи // Новейшие открытия советских археологов. Тез. докл. науч. конф. Ч. II. Киев, 1975.
- (рос.)Греческие мечи-ксифосы // Новейшие открытия советских археологов. Тез. докл. науч. конф. Ч. II. Киев, 1975.
- (рос.)Оружие из Толстой Могилы // Скифский мир. Киев, 1975.
- (рос.)Работа Краснознаменской экспедиции // АО-1975. 1976 (в соавт. с Э. И. Бреловской, С. В. Буйских, В. И. Клочко и др.).
- (рос.)Раскопки Краснознаменской экспедиции // АО-1976. 1977 (в соавт. с А. И. Козловым, С. Я. Ольговским).
- (рос.)Ножны греческого меча из Ольвии // Скифы и сарматы. Киев, 1977.
- (рос.)Курганная группа Шевченко-II // Курганы Южной Херсонщины. Киев, 1977.
- (рос.)Курганная группа Широкое-II // Курганы Южной Херсонщины. Киев, 1977 (в соавт. с Е. П. Бунятян).
- (рос.)Курганная группа Широкое-III // Курганы Южной Херсонщины. Киев, 1977 (в соавт. с А. В. Симоненко).
- (рос.)Рец.: Кирпичников А. Н. Военное дело на Руси в XII—XV вв. М., 1976 // Украïнський історичний ж. 1978. № 11.
- Олексій Іванович Тереножкин // Археологія. 1978. № 25.
- (рос.)Некоторые особенности военного дела скифов // Археологические исследования на Украине в 1976—1977 гг. Тез. докл. XVII науч. конф. Института археологии АН УССР. Ужгород, 1978.
- (рос.)Рец.: Хазанов А. М. Социальная история скифов. Основные проблемы развития древних кочевников евразийских степей. Москва, 1975 // Вопросы истории. 1978. № 8.
- (рос.)Персидские акинаки и скифские мечи // Искусство и археология Ирана. М., 1979.
- (рос.)Скифский поход Дария // Тез. докл. VIII Всесоюз. археол. конф. М., 1979.
- (рос.)Скифы // Советская энциклопедия. Т.7. М., 1979.
- (рос.)О влиянии военного дела скифов на военное дело античных колоний Северного Причерноморья // Проблемы греческой колонизации Северного и Восточного Причерноморья. Матер. I Всесоюз. симпозиума по древней истории Причерноморья. Тбилиси, 1979.
- (рос.)О подлинности золотой пластины из Сахновки // СА. 1979. № 4 (в соавт. с В. И. Клочко).
- (рос.)Рец.: Кирпичников А. Н. Военное дело на Руси в XII—XV вв. М., 1976 // Археологія. 1979. № 30 (в соавт. с О. В. Сухобоковым).
- (рос.)Гориты и колчаны у воинов Евразийских степей скифского времени // Проблемы скифо-сибирского культурно-исторического единства. Тез. докл. Всесоюз. науч. конф. Кемерово, 1979.
- Час і мотиви пограбування скіфських курганів // Археологія. 1979. № 30 (в соавт. с А. М. Хазановым).
- (рос.)Новые находки скифского оружия в Ольвии // Исследования по античной археологии Северного Причерноморья. Киев, 1979 (в соавт. с А. С. Русяевой).
- (рос.)Скифские боевые топоры (типология и происхождение) // Археологические исследования на Украине в 1978—1979 гг. Тез. докл. XVIII науч. конф. Ин-тута археологии АН УССР. Днепропетровск, 1980.
- (рос.)О серийном производстве парадного оружия скифского времени в античных центрах Северного Причерноморья // Проблемы античной истории и классической филологии. Тез. докл. Всесоюз. науч. конф. Харьков, 1980.
- Скіфський курган поблизу с. Дніпряни // Археологія. 1980. № 32 (в соавт. с В. Ю. Мурзиным).
- (рос.)Древнейшие скифские парадные мечи (Мельгунов и Келермесс) // Скифы и Кавказ. Киев, 1980.
- (рос.)О средствах защиты боевого коня в скифское время // Скифы и Кавказ. Киев, 1980 (в соавт. с В. Ю. Мурзиным).
- (рос.)Раскопки курганов в междуречье Сулы и Супоя // АО-1979. 1980.
- Рец.: Мозолевський Б. М. Товста Могила. Киïв, 1979 // Вісн. АН УРСР. 1981. № 8 (в соавт. с Г. Т. Ковпаненко).
- (рос.)Скифские лучники. Киев, 1981.
- Рання залізна доба у виданнях наукових установ Північного Кавказу // Археологія. 1981. № 33 (в соавт. с Ю. В. Мурзиным, А. В. Симоненко).
- (рос.)Поход Дария в Скифию // Древности Степной Скифии. Киев, 1982.
- (рос.)Курганы скифских царей: из истории исследования // Вестн. АН СССР. 1982. № 11 (в соавт. с В. Ю. Мурзиным).
- (рос.)Скифы // Украинская советская энциклопедия. Т. 10. Киев, 1983.
- (рос.)Скифия // Украинская советская энциклопедия. Т. 10. Киев, 1983.
- (рос.)Сарматы // Украинская советская энциклопедия. Т. 10. Киев, 1983.
- Рец.: Мозолевський Б. М. Товста Могила. Киïв, 1979 // Археологія. 1983. № 43 (в соавт. с В. Ю. Мурзиным).
- (англ.)The Scythians 700—300 BC. L., 1983.
- (рос.)Скифо-персидская война. Киев, 1984.
- (рос.)Отдел археологии раннего железного века // 50 лет Институту археологии АН УССР. Киев, 1984.
- (рос.)Битва при Фате и скифская тактика // Вооружение скифов и сарматов. Киев, 1984.
- (рос.)Парадный меч из скифского царского кургана Чертомлык // Скифо-сибирский мир (исскуство и идеология). Тез. докл. II археол. конф. Кемерово, 1984.
- (рос.)Деталь ножен ксифоса из Ольвии // Античная культура Северного Причерноморья. Киев, 1984.
- (рос.)Длинные копья скифов // Древности Евразии в скифо-сарматское время. М., 1984.
- (нім.)Die Skythen. Waffer und Taktik der ersten schweren Kavalerie // Deutsches Waffer J. 1984. № 9 (with H. Härke).
- (нім.)Die Skythen: Waffer und Taktik der ersten schweren Kavalerie (II) // Deutsches Waffer J. 1984. № 10 (with H. Härke).
- (рос.)Оружие Ольвии VI—IV вв. до н. э. // Проблемы исследования Ольвии. Тез. докл. археол. семинара. Парутино, 1985.
- (рос.)Рец.: Погребова М. Н. Закавказье и его связи с Передней Азией в скифское время. М., 1984 // Историко-филол. ж. № 3. Ереван, 1985 (в соавт. с В. Ю. Мурзиным).
- (рос.)Скифские погребальные памятники степей Северного Причерноморья. Киев, 1986 (в соавт. с С. С. Бессоновой, Ю. В. Болтриком, Н. М. Бокий и др.).
- (рос.)Оружие скифов // Археология УССР. Т. 2. Киев, 1986.
- (рос.)Оружие античных городов // Археология УССР. Т. 2. Киев, 1986.
- (рос.)Средства защиты боевого коня // Археология УССР. Т. 2. Киев, 1986 (в соавт. с В. Ю. Мурзиным).
- Про детали шоломів пізньобронзовоï доби // Археологія. 1986. № 53 (в соавт. с М. В. Горелик).
- (рос.)Рец.: Есаян C. А., Погребова М. Н. Скифские памятники Закавказья. М., 1985 // Историко-филол. ж. № 4. Ереван, 1986 (в соавт. с С. В. Махортых).
- (рос.)Парадный топор из Келермеса // Скифы Северного Причерноморья. Киев, 1987.
- (рос.)Скифский меч из собрания Полтавского краеведческого музея // Тез. докл. обл. научно-практической конф., посвящ. 100-летию со дня рождения М. Я. Рудинского. Полтава, 1987.
- (рос.)Военное дело скифов // Проблемы археологии степной Евразии. Тез. докл. науч. конф. Ч. II. Кемерово, 1987.
- (рос.)Шлемы кубанского типа // Исторические чтения памяти М. П. Грязнова. Тез. докл. областной науч. конф. Омск, 1987.
- (рос.)Легенда о царе Атее // Киммерийцы и скифы. Тез. докл. Всесоюз. семинара, посвящ. памяти А. И. Тереножкина. Кировоград, 1987.
- (рос.)А. И. Тереножкин как исследователь скифской проблемы // Киммерийцы и скифы. Тез. докл. Всесоюз. семинара, посвящ. памяти А. И. Тереножкина. Кировоград, 1987 (в соавт. с В. Ю. Мурзиным, Б. Н. Мозолевским).
- (рос.)У истоков отечественной археологии // Тез. докл. I Правобережной краеведческой конф., посвящ. 225-летию со времени исследования Мельгуновского кургана. Кировоград, 1988.
- (рос.)Раскопки Анновского городища // АО-1986. 1988 (в соавт. с Н. А. Гаврилюк, М. А. Абикуловой).
- (рос.)Военное дело скифов (вооружение, тактика, стратегия). Дис. … докт. ист. наук (в форме науч. докл.). Киев, 1988.
- (рос.)О «северокавказском» походе Дария в Скифию // Тез. докл. I Кубанской археол. конф. Краснодар, 1989.
- (рос.)Бутероль из Тиры // СА. 1989. № 2 (в соавт. с В. М. Зубарем, Н. А. Сон).
- Зброя в пам'ятках східного Поділля скіфського часу // Присвячується 70-річчю Вінницького краєзнавчого музею. Тез. доп. VII Вінницькоï краєзнавчоï конфï. Вінниця, 1989 (в соавт. с С. С. Бессоновой).
- Битва Атея та Філіпа // Проблеми історіï та археологіï давнього населення УРСР. Тез. доп. XX Респуб. наук. конф. Киïв, 1989.
- (рос.)О военной системе скифов // Скифия и Боспор. Матер. науч. конф., посвящ. памяти акад. М. И. Ростовцева. Новочеркасск, 1989.
- (рос.)О локализации «Царства ишкуза» // Проблемы скифо-сарматской археологии. Тез. докл. науч. конф., посвящ. 90-летию со дня рожд. проф. Б. Н. Гракова. Запорожье, 1989 (в соавт. с В. Ю. Мурзиным).
- Про що нагадали фотографіï // Археологія. 1990. № 3.
- (рос.)Скифские чешуйчатые шлемы // Проблемы археологии Северного Причерноморья. Тез. докл. науч. конф. Ч. II. Херсон, 1990.
- (рос.)Скифский поход Зопириона // Проблемы археологии Северного Причерноморья. Херсон, 1991 (в соавт. с Н. А. Гаврилюк).
- (рос.)Катафрактарии // Древнейшие общности земледельцев и скотоводов Северного Причерноморья (V тыс. до н. э. — V в. н. э.). Киев, 1991.
- (рос.)Скифский поход Зопириона // Этнокультурные и этносоциальные процессы в конце I тыс. до н. э. — первой половине I тыс. н. э. на Юго-Западе СССР и в сопредельных регионах. Тез. докл. науч. конф. Кишинев, 1991.
- Лицарі Великоï Скіфіï // Золото Степу. Археологія Украïни. Шлезвіг, 1991.
- (нім.)Eisengepomzitre «Ritter» der Scythen // Gold der Steppe. Archaologie der Ukraine. Schleswig, 1991.
- (рос.)Курганы воинов-дружинников Скифии // Киммерийцы и скифы. Тез. докл. науч. конф. Мелитополь, 1992.
- Передскіфський бронзовий меч з Киïвщини // Стародавнє виробництво на територіï Украïни. Киïв, 1992 (в соавт. с Д. П. Недопако).
- (рос.)Курганы воинов-дружинников Великой Скифии // Първи Международен симпозиум «Севтополис». Надгробните могили в Югоизточна Европа. Казанлък, 1993.
- (рос.)Рец.: Дударев С. Л. Из истории связей населения Кавказа с киммерийско-скифским миром. Грозный, 1991 // Археологія. 1994. № 1 (в соавт. с С. В. Махортых).
- (рос.)Киммерийский памятник в Присивашье // Древнейшие общности земледельцев и скотоводов Северного Причерноморья V тыс. до н. э. — V в. н. э. Матер. Междунар. науч. конф. Тирасполь, 1994 (в соавт. с С. В. Махортых).
- (англ.)Investigations of the Scythian tumuli in the Northern Pontic Steppe // Ancient civilizations. Т. 1. Leiden, 1994.
- (рос.)О кавказских «пекторалях» VIII—VII вв. до н. э. // РА. 1995. № 2 (в соавт. с С. В. Махортых).
- (рос.)Свидетели контактов // Проблемы истории и археологии Нижнего Поднестровья. Тез. докл. Белгород-Днестровский, 1995.
- (нім.)Zu den kaukasischen «Pektoralen» des 8. bis 7. Jahrhunderts v. Chr. Ein Beitrag zur Kampfausrüstung kimmerischer Pferde // Hamburger Beiträge zur Archäologie 18 — 1991. Mainz, 1996 (with S.V. Machortych).
- (рос.)Рец.: Гаврилюк Н. А. Скотоводство степной Скифии. Киев, 1995 // Археологія. 1996. № 4.
- (рос.)Военное дело скифов. Николаев, 1997.
- (рос.)Исследования совместной украинско-немецкой археологической экспедиции в 1996 г. Киев, 1997 (в соавт. с Ю. В. Герц, В. Ю. Мурзиным, Р. А. Ролле и др.).
- Скіфо-перська війна // Давня історія Украïни. Т. 2. Киïв, 1998.
- Військово-політична історія Великоï Скіфіï V—IV ст. до н. е. // Давня історія Украïни. Т. 2. Киïв, 1998.
- Пізні скіфи // Давня історія Украïни. Т. 2. Киïв, 1998 (в соавт. с Н. А. Гаврилюк, А. Е. Пуздровским).
- Люботинський курган // Археологічні відкриття в Украïні 1997—1998 рр. Киïв, 1998 (в соавт. с А. В. Бандуровским).
- Сюжети «троянського циклу» на скіфських горитах // Музейні читання. Тез. доп. наук. конф. Киïв, 1998.
- (рос.)Рец.: Скорый С. А. Стеблев: скифский могильник в Поросье. Киев, 1997 // Археологія. 1999. № 1.
- (рос.)Защитный доспех из курганов Перещепинского могильника // Исследования совместной украинско-немецкой археологической экспедиции в 1998 г. Киев, 1999.
- (рос.)Ахеменидские вещи из Люботинского могильника // Проблемы скифо-сарматской археологии Северного Причерноморья. Запорожье, 1999 (в соавт. с А. В. Бандуровским).
- Украïнсько-німецьке археологічне співробітництво // Археологія. 1999. № 3.
- (рос.)Защитное вооружение железного века // Охота и рыболовство. 1999. № 2.
- (рос.)Лук на охоте // Охота и рыболовство. 1999. № 3.
- (рос.)Лук в бою // Охота и рыболовство. 1999. № 4.
- До питання про автентичність золотоï пластини з колекціï Романовича // Музейні читання. Тез. доп. наук. конф. Киïв, 2000.
- (рос.)Люботинский курган // Скифы и сарматы в VII—III вв. до н. э. М., 2000.
- (рос.)Геродот — «отец истории» // Древний мир. 2001. № 1.
- (рос.)Скифо-персидская война // Древний мир. 2001. № 2.
- (рос.)Железный шлем из Ольвии // Ольвія та античний світ. Киïв, 2001 (в соавт. с Н. А. Лейпунской).
- (рос.)Военное дело скифов // Великая Скифия. Киев; Запорожье, 2002.
- (рос.)Панцирь из кургана № 22 Перещепинского могильника // Мурзин Ю. В., Ролле Р. А., Герц В. и др. Исследования совместной украинско-немецкой археологической экспедиции в 2001 г. Киев, 2002.
- (рос.)Древнейшие скифские шлемы // Від Кіммеріï до Сарматіï. Матер. Междунар. науч. конф., посвящ. 60-летию Отдела скифо-сарматской археологии ИА НАН України. Киев, 2004.
- (рос.)Комплекс уздечных принадлежностей середины I тыс. до н. э. из бассейна Ворсклы // Від Кіммеріï до Сарматіï. Матер. Междунар. науч. конф., посвящ. 60-летию Отдела скифо-сарматской археологии ИА НАН України. Киев, 2004 (в соавт. с С. В. Махортых, Р. А. Ролле).
- Слово прощання з Анною Іванівною Мелюковою // Археологія. 2004. № 2 (в соавт. с С. С. Бессоновой и С. А. Скорым).
- (рос.)Ближневосточные сосуды из Люботинских курганов на Харьковщине // Kimmerowie, scytowie, sarmaci. Krakow, 2004.
- Персько-мідійські акінаки чи скіфські мечі? // Матер. VII сходознавчих читань А. Ю. Кримського. Киïв, 2004.
- (рос.)Северо-Восточный участок вырубных склепов Неаполя Скифского // У Понта Евксинского (памяти П. Н. Шульца). Симферополь, 2004 (в соавт. с А. Е. Пуздровским).
- (рос.)Работы на Бельском городище и в его округе // Археологічні відкриття в Украïні 2002—2003 рр. Киïв, 2004 (в соавт. с В. П. Белозором, Ю. В. Герц, С. В. Махортых и др.).
- (рос.)Исследования совместной Украинско-Немецкой археологической экспедиции в 2003 г. Киев, 2004 (в соавт. с В. П. Белозором, Ю. В. Герц, С. В. Махортых и др.
- (рос.)Исследования совместной Украинско-Немецкой археологической экспедиции в 2004 г. Киев, 2005 (в соавт. с В. П. Белозором, Ю. В. Герц, С. В. Махортых и др.).
- (рос.)Раскопки Украинско-немецкой экспедиции на Бельском городище и в его округе // Археологічні відкриття в Украïні 2003—2004 рр. Киïв, 2005 (в соавт. с В. П. Белозором, Ю. В. Герц, С. В. Махортых и др.).
- Комплекс кінського спорядження середини I тис. до н. е. з басейну Ворскли // Більське городище та його округа. Киïв, 2006 (в соавт. с С. В. Махортых, Р. А. Ролле).
- (нім.)Die Schutzwaffen der Skythen // Prähistorische Bronzefunde. Ab. III. Bd. 2. Mainz, 2006.